# Une tragédie du désert
Pour plus de détails, voir Fiche technique et Distribution.
Une tragédie du désert (Tragedy of the Desert) est un film américain sorti en 1912, réalisé en Egypte durant l'hiver 1912 par Sidney Olcott, avec Jack J. Clark et Gene Gauntier dans les rôles principaux.

## Fiche technique
- Réalisation : Sidney Olcott
- Scénario : Gene Gauntier
- Production : Kalem
- Directeur de la photo : George K. Hollister
- Décors : Allen Farnham
- Longueur : 581 m
- Date de sortie : 1912
- Distribution : General Film Company

## Distribution
- Jack J. Clark : Dr Franklyn Cochran
- Gene Gauntier : Miriam, sa femme
- J.P. McGowan : le sheik
- Robert G. Vignola :
- Alice Hollister : Zenad, la jeune Egyptienne

## Anecdotes
Le film est tourné à Louxor, en Égypte durant le premier trimestre 1912.